# Vaimalau
Vaimalau est une localité française, qui n'a pas le statut de commune mais le statut de village, de Wallis-et-Futuna, dans le district de Mu'a, sur la côte ouest de l'île de Wallis.

## Géographie

### Situation et description
Vaimalau est un village de Mu'a sur la côte ouest, formant la limite avec le district de Hahake. 

### Hydrographie
Le territoire du village abrite plusieurs lacs dont le lac Lalolalo et le lac Lano.

## Urbanisme

### Hameaux, lieux-dits et écarts
À Wallis, les villages sont divisés en plusieurs sections (des « classes », kalasi) qui se complètent ou se relaient dans toutes les entreprises collectives et pour l’organisation des cérémonies. Parmi ces kalasi se trouvent des zones résidentielles nommées api.

#### Api
Alagau, Alalae, Alatofa, Atuvalu, Fakae'ela, Falealupo, Falehau, Falekuma, Faletaliave, Fatufoa, Fenuamau, Finekata, Fineveke, Fugautuvai, Futumate, Halakau, Hiku'one, Hinave, Lauliki (ulu'ola), Lausikula, Loto'alahi, Lotumā, Makanofoa, Malaetoli, Malumoehau, Ma'uta, Meito, Motuakiu, Nukuhifala, Paogo, Papa'a, Pātoga, Petania, Pouniu, Siligateveka, Siokimua, Siomata, Tagitekaviki, Talahaulogo, Taliemalaga, Taliofamai, Tapuili, Tauga, Taugalahi, Tepae, Tepuna, Tesia, Tetoki, Tofu, Tualoto, Tufaho, Tui'alagau, Uluola, Utuleve, Vahaa'utu, Vaihakili, Vainaki, Vaitupu et Vaotapu.

## Histoire
La résidence de Finekata, qui signifie en wallisien « femme rieuse », de fine (« femme ») et kata (« rire, plaisanter »), est fondée, selon la tradition orale, sous le règne de Ga'asialili, deuxième hau d'Uvéa de la première dynastie selon la chronologie de Henquel, par les Ha’avakatolo après que Kula, leur chef, ait quitté Tapuhia, village situé sur la côte occidentale de l'île de Wallis.
Des combattants du chef Ma'ufehi Huluava, commandés par son fils Toafatavao, venus du village d'Alele se heurtent aux guerriers du sud rassemblés autour des chefs Tui'Agalau, Kalāfilia, Hoko et Fakate. La bataille a lieu à Utuleve. Les guerriers du nord sont massacrés et leur sang forme le marais de Tepuna, appelé depuis To'ogatoto, « les marais sanglants ». Ce combat met fin à la guerre du Molihina et aboutit à l'extermination de la population d'Alele, dont le guerrier Valakehe, par les Tongiens. Un autre événement historique fait également référence au marécage de Tepuna, relatant la guerre des frères Talapili et Talamohe, les quatrième et cinquième hau d'Uvéa de la première dynastie de la chronologie de Henquel, contre le Tui'Agalau Tui'Pulotu accusé d'avoir tué leur père, Vakaana.
Le chef Kalāfilia fait construire sa résidence à Utuleve. Plus tard, lorsque sa fille, Ohopulu, est sur le point d'accoucher, elle demande à son père de montrer à tous son appartenance 'aliki. Ainsi, il fait construire une plateforme près de la résidence, sur laquelle a lieu la naissance de son petit-fils Alokuaulu. Le père de l’enfant aurait été Taimalelagi, frère cadet du Tuʻi Tonga et il aurait été à l'origine de l'ordre donné d'enterrer plusieurs hommes debout, dans des cavités aménagées sur la plateforme. C'est donc à la lueur de Tongiens décapités et transformés en torches, que se serait déroulé l'accouchement, d'où le nom de Mālamatagata (« hommes-torches ») donné au monument. Alokuaulu devient par la suite Tui'Agalau et sa fille Simuoko épouse Laupuatokia, descendant de Ma'ufehi Huluava, et sont à l’origine du repeuplement d'Alele.
La lignée Vehi’ika, adverse de la lignée Takumasiva, s'installe par la suite à Finekata, jointive de Kolo Nui, fort tongien construit au xve siècle par les Ha’avakatolo.
Le village de Loto'alahi est donné au chef Kalāfilia par Tui'Uvea, le chef du village de Te'esi, pour avoir mis fin au cannibalisme en s'attaquant au hau Kafoa Logologofolau (fils de Vehi’ika). Bien que celui-ci soit originaire de Finekate, il aurait ensuite résidé à Utufua puis à Niuvalu, situé à Ha'afuasia, où se trouve sa sépulture.

## Politique et administration
Au village de Vaimalau correspond le titre de chefferie de Kalāfilia. Ce titre couvre également les anciens villages de Utuleve, de Malaetoli et de Loto'alahi.

### Liste des chefs de village (Kalāfilia)
| Période                                  | Période      | Identité           | Étiquette | Qualité |
| ---------------------------------------- | ------------ | ------------------ | --------- | ------- |
| Les données manquantes sont à compléter. |              |                    |           |         |
| ?                                        | ?            | Misoni             |           |         |
| Les données manquantes sont à compléter. |              |                    |           |         |
| ?                                        | ?            | Tietolo Iloai      |           |         |
| Les données manquantes sont à compléter. |              |                    |           |         |
| ?                                        | 18 juin 2016 | Petelo Togiaki     |           |         |
| 18 juin 2016                             | 2018         | Nasalio Matavalu   |           |         |
| 2018                                     | 2021         | Lutoviko Mauligalo |           |         |
| 2021                                     | 2025         | Elia Magoni        |           |         |
| 8 août 2025                              | En cours     | Kamaliele Hamaivao |           |         |

## Population et société

### Démographie
Le village de Vaimalau compte une population de 371 habitants en 2018.

## Culture locale et patrimoine

### Lieux et monuments

#### Chapelle Sainte-Bernadette de Lausikula
À l'origine, à cet emplacement, il y a un petit oratoire, avec une statue de sainte Bernadette disposée à l'entrée d'une grotte naturelle entaillant la falaise. En 2012, au lendemain du Cyclone Evan (en), le curé de la paroisse de Hahake entreprend la rénovation et la construction d'une nouvelle chapelle. La grande chapelle est bénie le 26 septembre 2014.